# M1 (spårvagn)
M1 är littera för Göteborgs första elektriska spårvagnar. De första av dessa levererades 1902, och byggdes under åren om i olika omgångar. Idag finns endast fyra av dessa bevarade, i olika utföranden.

## Utseende
Vagntypen hade öppna plattformar fram och bak, vilka hade plats för totalt 18 stående passagerare, plus förare. Invändigt hade vagnarna långbänkar med plats för 20 sittande passagerare.

## Historia
Inför elektrifieringen av spårvägen i Göteborg beställde Göteborgs spårvägar AB 46 spårvagnar av ASEA. Dessa vagnar, med nummer 1 till 46 levererades under 1902. Ytterligare sex stycken, med nummer 47 till 52 tillverkades av Göteborgs mekaniska verkstad och levererades 1903. År 1907 levererades ytterligare sex vagnar, med nummer 53 till 58, tillverkade av ASEA.
År 1902 levererades åtta släpvagnar, med littera S2 104 till S1 111, från Göteborgs mekaniska verkstad. Mellan 1906 och 1907 byggdes dessa om till M1-motorvagnar.
Vagnens plattformar var helt öppna, vilket gjorde att förarna stod oskyddad från regn och snö. På grund av detta beslutade Göteborgs spårvägar AB att vagnarna skulle byggas om, och därmed bli M4:or. År 1912 byggdes vagnarna 54 till 58 om och fick littera M4. Samma ombyggnad skedde med övriga vagnar mellan 1914 och 1916. Under ombyggnaden byggdes plattformarna in för att skydda förarna. Detta var en klar förbättring av arbetsmiljön, men några av de äldre förarna klagade på att ombyggnaden gav sämre sikt framåt.
I 1920-talets början hade Göteborg så pass många nya vagnar att de gamla främst användes som släpvagnar. De byggdes dock inte om, utan motorerna satt kvar, men vagnarna kördes med nedfälld bygel. Många av dessa vagnar såldes senare till andra svenska spårvagnsstäder.

## Bevarade vagnar
Endast fyra av de ursprungliga 66 vagnarna finns bevarade.

### M1 8
Vagn M1 8 tillverkades av ASEA och levererades till Göteborg 1902. Som på alla M1:or byggdes plattformarna in 1914, och vagnen byggdes 1921 om till släpvagn. 1924 köptes den av Norrköpings kommunala affärsverk (NKA) och levererades våren 1925. Innan leveransen byggdes den om från släp- till motorvagn igen. I slutet av 1920-talet sattes dörrarna på höger sida igen, och vagnen fick även nya strömavtagare. Den gick i trafik i Norrköping fram till 1961. Sedan 1967 är vagnen museivagn i Norrköping, och har där littera NKA Mä 16. 1984 byggdes den om till högertrafik och man byggde tillbaka en av dörrarna på höger sida.

### M1 15
Vagn M1 15 är Göteborgs äldsta bevarade elektriska spårvagn, och stadens första museivagn. Precis som de andra M1:or byggdes den 1914 om till en M4:a och användes som släpvagn från 1921. Inför Göteborgs spårvägars 50-årsjubileum 1929 beslutades att vagnen skulle bli museivagn och återställas till sitt ursprungliga utseende. 17 september samma år var ombyggnaden till 1902–1906 års utseende färdig, och vagnen har sedan dess behållit detta utseende. Vagnen ägs av Göteborgs spårvägar AB, men tas hand om av Ringlinien i Göteborg.

### M1 43
Vagn M1 43 levererades till Göteborg 1902 och byggdes 1915 om till M4:a. M4-vagnarna 26, 30, 33, 38, 40 och 43 såldes till Jönköpings spårvägar 1925. Där fick 43:an nummer 19 och gick i trafik till 1950 då den byggdes om till slip- och plogvagn. Jönköpings spårvägar lades ner 1958 och året därpå fraktades vagnen tillbaka till Göteborg. Spårvägssällskapet Ringlinien byggde mellan 1979 och 1983 om vagnen till M4 43 med 1915 års utseende, och vagnen finns än idag kvar där som museivagn med detta utseende.

### M1 54
Vagn M1 54 levererades 1907 och byggdes 1912 om till M4. 1929 förlängdes plattformarna och vagnen blev en M5:a. 1950 bytte den nummer från M5 54 till M5 190 och 17 november 1972 skänktes den till Svenska Spårvägssällskapet.
När vagnen skänktes till Svenska Spårvägssällskapet saknade den motorer, men Göteborgs spårvägar löste detta genom att byta truck med sin arbetsvagn nummer 112. I maj 1973 transporterades vagnen till Malmköping med hjälp av en grävmaskinstrailer. Vagnen finns kvar som museivagn i Malmköping som M20 190.

## Bilder
- Wikimedia Commons har media som rör M1 (spårvagn).

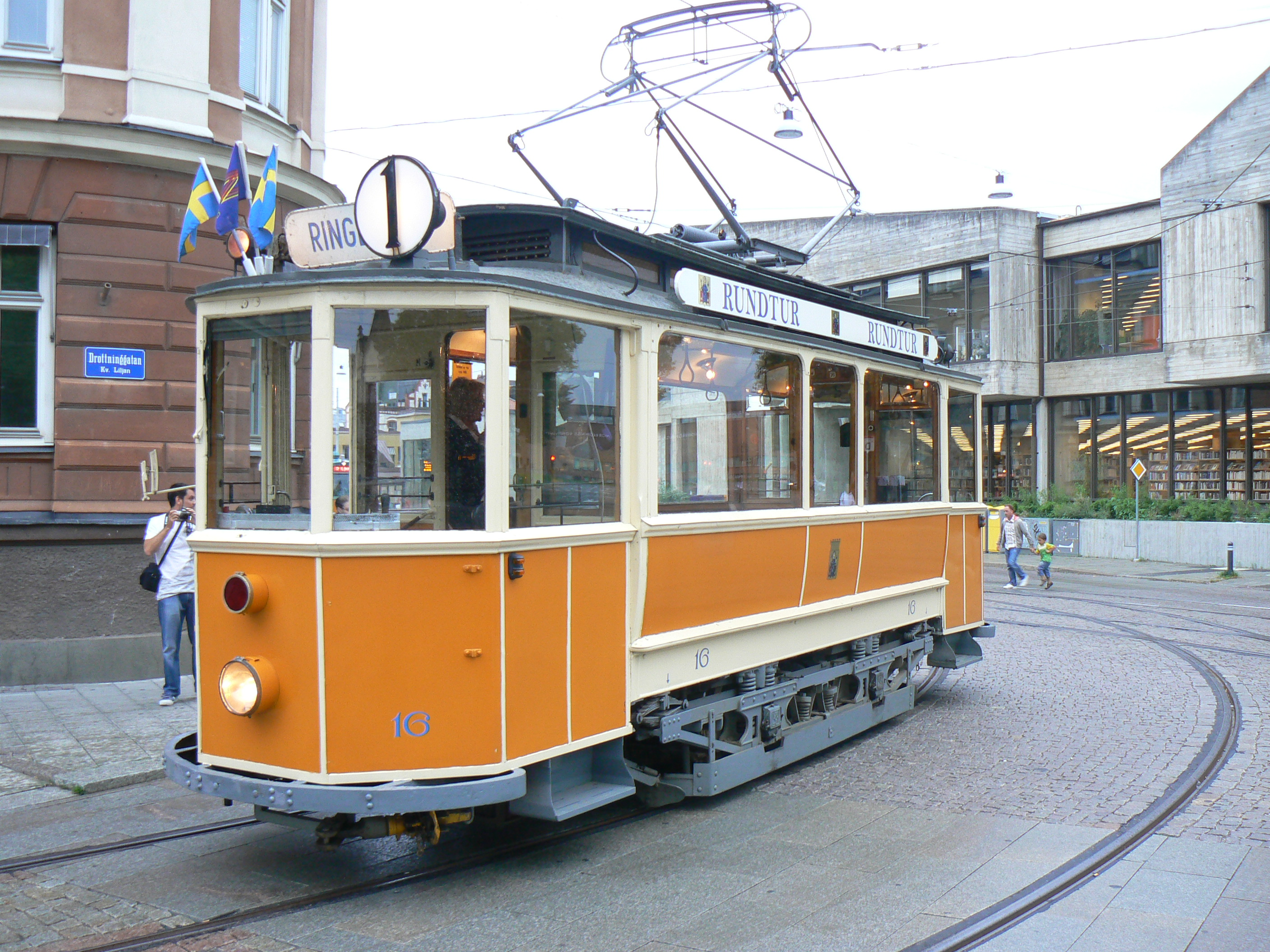
NKA 16 (tidigare M1 8) i Norrköping 2008.
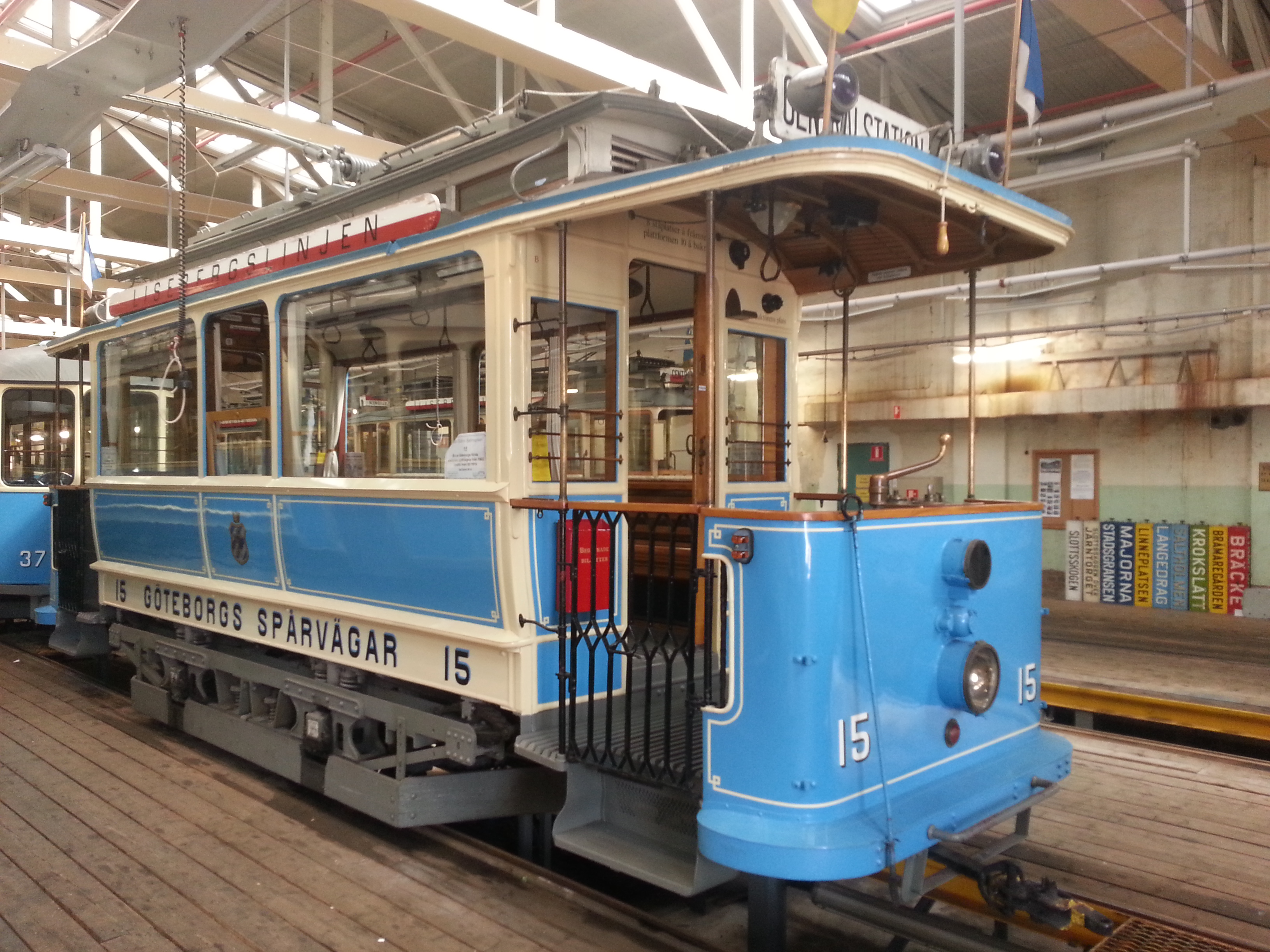
M1 15 i Gårdahallen i Göteborg.
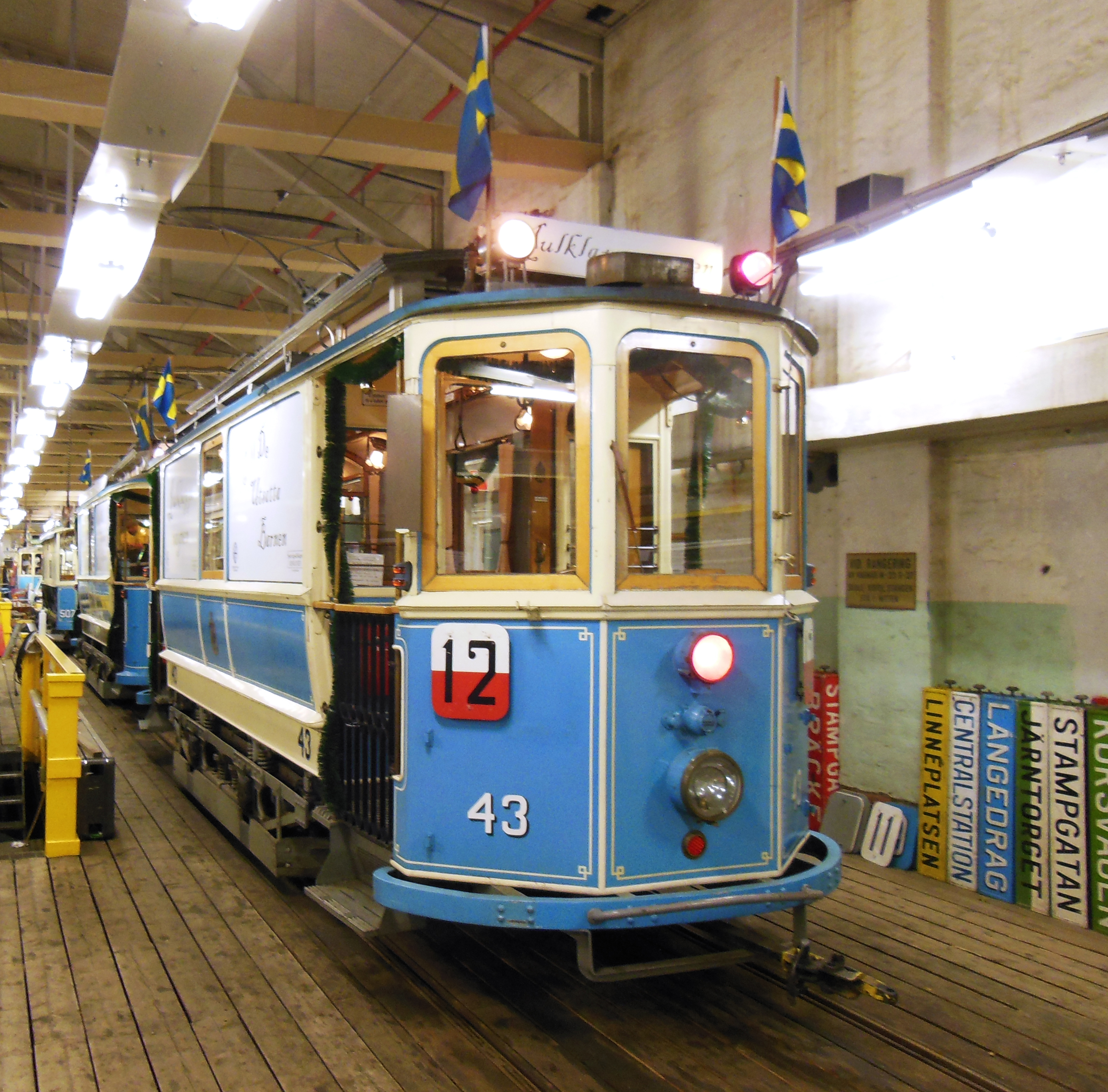
M4 43 (tidigare M1 43) i Gårdahallen i Göteborg.
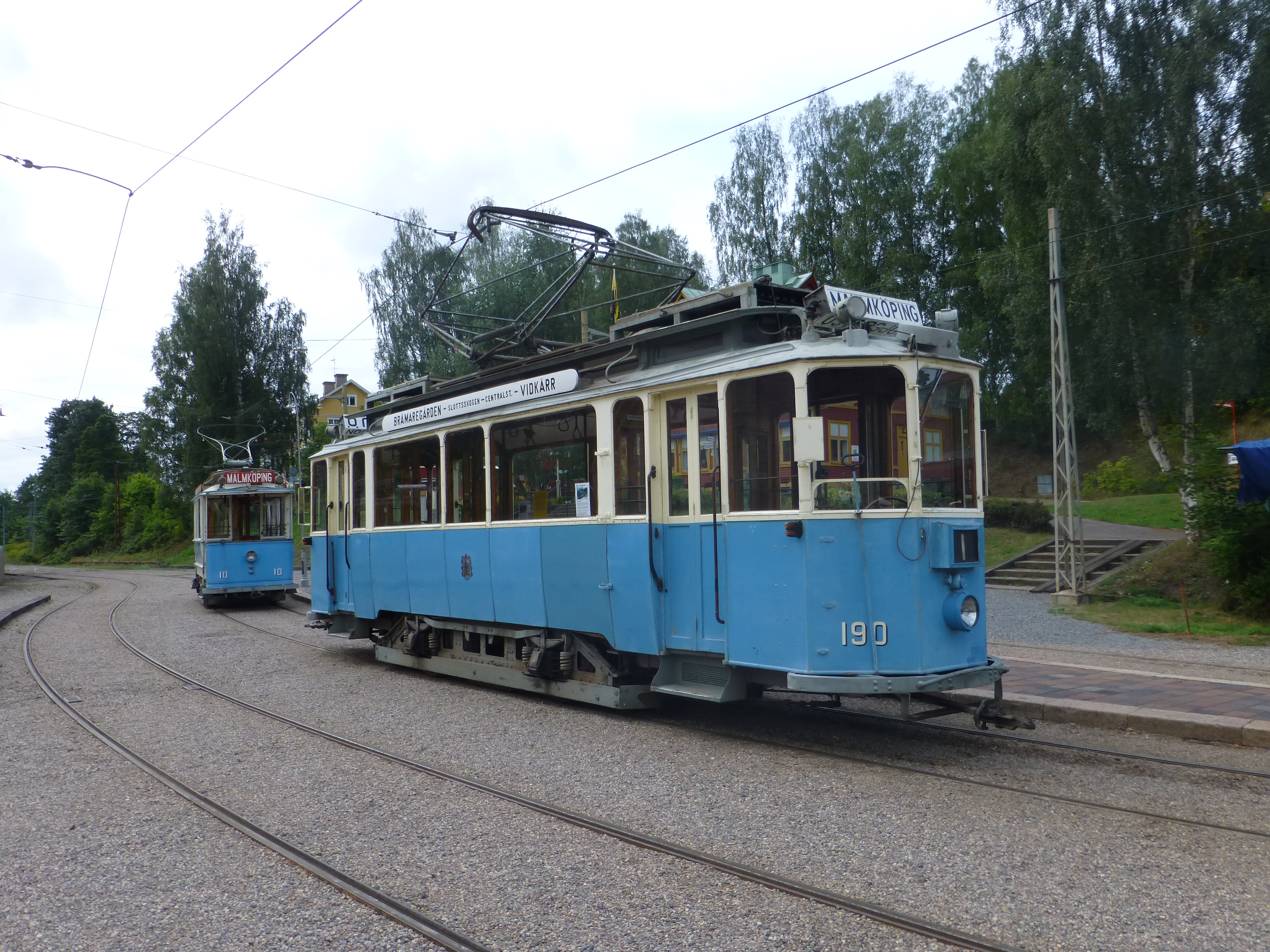
M20 190 (tidigare M1 54) i Malmköping.